# زاده‌شده برای راندن
زاده‌شده برای راندن (انگلیسی: Born to Run) سومین آلبوم استودیویی بروس اسپرینگستین، خواننده-ترانه‌سرای آمریکایی، است که در ۲۵ اوت ۱۹۷۵ توسط کلمبیا رکوردز منتشر شد. تهیه‌کنندگی این آلبوم بر عهدهٔ اسپرینگستین با مدیرش مایک اپل و تهیه‌کننده جاون لانداو بود و ضبط آن در نیویورک انجام شد. این آلبوم نشان‌دهندهٔ کوشش اسپرینگستین برای ورود به جریان اصلی در پی شکست‌های تجاری دو آلبوم نخستش بود. اسپرینگستین به دنبال تقلید از ساختار دیوار صوتیِ فیل اسپکتور بود که منجر به جلسات طولانی‌مدت با گروه ئی استریت بند از ژانویه ۱۹۷۴ تا ژوئیه ۱۹۷۵ شد. فقط شش ماه صرف کار روی قطعهٔ هم‌عنوان آلبوم شد.
این آلبوم شامل سبک‌های موسیقی متنوعی از جمله راک اند رول، پاپ راک، آراندبی و فولک راک است. اشعار شخصیت‌محورِ آن، توصیف‌کنندهٔ کسانی است که احساس می‌کنند در دام افتاده‌اند و در مورد فرار به زندگی بهتر خیال‌پردازی می‌کنند. این موضوعات در آلبوم از طریق تصاویر غنایی عاشقانه از بزرگراه‌ها و سفر به تصویر کشیده شده است. اسپرینگستین تصور می‌کرد که این ترانه‌ها در یک روز و شب طولانی در تابستان در حال وقوع هستند. موضوع این ترانه‌ها همچنین نسبت به کارهای قبلی او کمتر به منطقه نیوجرسی وابسته است. طرح جلد آلبوم که در آن اسپرینگستین بر شانهٔ کلارنس کلمونس، ساکسیفونیست گروه ئی استریت بند تکیه داده است، نمادین تلقی می‌شود و از سوی موسیقی‌دانان مختلف و نیز در رسانه‌های دیگر تقلید شده است.
زاده‌شده برای راندن با یک کمپین تبلیغاتی پرهزینه پشتیبانی شد و به موفقیت تجاری تبدیل گردید و به رتبهٔ سوم جدول بیلبورد ۲۰۰ ایالات متحده و به میان ده عنوان برتر در سه جدول دیگر رسید. دو تک‌آهنگ به نام‌های «زاده‌شده برای راندن» و «Tenth Avenue Freeze-Out» برای آلبوم منتشر شدند که «زاده‌شده برای راندن» به قطعهٔ محبوبی برای رادیو و اجرای زنده تبدیل شد. انتشار آلبوم، عمومیت گسترده‌ای را به همراه داشت که منجر به واکنش شدید منتقدان شد. منتقدان در مورد مطلوبیت توجه تازه‌ای که به اسپرینگستین شده بود ابراز تردید کردند. پس از انتشار آلبوم، اسپرینگستین درگیر مسائل حقوقی با مایک اپل شد و به مدت دو سال در ایالات متحده و اروپا تور کنسرتی برگزار کرد. زاده‌شده برای راندن بلافاصله از انتشار نقدهای بسیار مثبتی دریافت کرد. منتقدان داستان‌سرایی و موسیقی را تحسین کردند، اگرچه برخی تولید آن را بیش از حد معمول و افراطی می‌دانستند.
زاده‌شده برای راندن آلبومی بود که اسپرینگستین را موفقیت چشمگیر رساند. موفقیت آن به در نظر گرفتن آرمان‌های نسلی جوانان آمریکایی در طول یک دهه آشفتگی سیاسی، جنگ و مسائل طبقه کارگر نسبت داده شده است. در طول دهه‌های بعد، این آلبوم به‌طور گسترده به‌عنوان شاهکار و یکی از بهترین آثار اسپرینگستین شناخته شد. این آلبوم در فهرست‌های گوناگونی از بهترین آلبوم‌های تمامی دوره‌ها ظاهر شده است و در سال ۲۰۰۳ از سوی کتابخانه کنگره به دلیل اهمیتی که از دید فرهنگی، تاریخی یا زیبایی‌شناختی داشت، در فهرست ملی ضبط اصوات ثبت شد. نسخهٔ گسترده‌ای از زاده‌شده برای راندن در سال ۲۰۰۵ به مناسبت سی‌امین سالگرد پخش خود مجدداً منتشر شد که شامل یک فیلم کنسرتی و یک مستند با توضیح جزئیات ساخت آلبوم بود.